# قلب أوركني النيوليتي
قلب أوركني النيوليتي هي مجموعة من النصب النيوليتية في أوركني في اسكتلندا.
تتألف المجموعة من قبر كبير مزوّد بحجرات جنائزية ومن حلقتين من الحجارة الطقسية، إضافة إلى عدد من المواقع الجنائزية الطقسية والمنشأت التي لم تخضع للتنقيب بعد.

## اقرأ أيضاً
- سكارا براي

## المصدر
1. ↑  "معلومات عن قلب أوركني النيوليتي على موقع whc.unesco.org". whc.unesco.org. مؤرشف من الأصل في 2019-09-09.

- قلب أوركني النيوليتي - مركز التراث العالمي